# Westerhorn
Westerhorn (niederdeutsch: Westerhoorn) ist eine Gemeinde im Kreis Pinneberg in Schleswig-Holstein.

## Geografie

### Geografische Lage
Das Gemeindegebiet von Westerhorn erstreckt sich von der Kremper Au am südlichen Rand bis zur Hörner Au im Nordosten im Bereich des Naturraums Holsteinische Vorgeest (Haupteinheit Nr. 698) am südlichen Rande der Breitenburger Niederung.

### Ortsteile
Die ländliche Gemeinde umfasst mehrere Ortslagen, im statistischen Fachjargon auch als Wohnplätze bezeichnet. Im Gemeindegebiet liegen die nachfolgend Aufgeführten:
- Am Beek (Häusergruppe)
- Rosentwiete (Häusergruppe)
- Westerhorn (namenstiftendes Dorf)

In Anlehnung an einen von einem Gehöft im benachbarten Gemeindegebiet von Hohenfelde abgeleiteten Flurnamen ist die heutige Bahnstation des Ortes (einschließlich des westlich angrenzenden Siedlungsgebietes) unter dem Namen Dauenhof als weiterer Ortsteil bekannt.

### Nachbargemeinden
Unmittelbar an Westerhorn angrenzende Gemeindegebiete sind:
| Breitenburg | Moordiek                                    |                      |
| Hohenfelde  | Kompassrose, die auf Nachbargemeinden zeigt | Osterhorn            |
|             |                                             | Brande-Hörnerkirchen |

## Geschichte
Anfang Juni 1945 richteten die Briten an der Dorfstraße von Westerhorn auf einem Gelände ein Lager für vierzig kriegsgefangene deutsche Soldaten ein.

## Politik

### Gemeindevertretung
- FWW: 6
- CDU: 7

### Wappen
Blasonierung: „Unter silbernem Schildhaupt, darin ein rotes Hifthorn, in Grün ein goldener Rohrkolben zwischen zwei goldenen Ähren.“

### Verwaltung
Die kommunale Verwaltung der Gemeinde Westerhorn erfolgt durch das Amt Hörnerkirchen.

## Kultur und Sehenswürdigkeiten

### Bauwerke
Geschützte bedeutsame Bauwerke, die in der Regel ortsbildprägend sind, sind in der Liste der Kulturdenkmale in Westerhorn eingetragen.

### Parkanlage
Ein kleiner Gemeindepark (Lage) mit einem Teich befindet sich an der Bahnlinie. Für jede Stadt, amtsfreie Gemeinde und Gemeinde des Kreises Pinneberg gibt es einen Findling mit den Daten von 1988 mit der Einwohnerzahl und der Fläche. Auf zwei separat aufgestellten Steinen werden alle Bürgermeister Westerhorns seit 1887 und alle Wehrführer der Freiwilligen Feuerwehr seit 1890 genannt.

### Sport
Einziger am Ort bestehender Sportverein ist der 1955 gegründete Kegelsportverein Dauenhof, dessen Aktive das Sportkegeln auf Bohlebahnen betreiben. Aus der Jugendarbeit des Vereins gingen unter anderem die Itzehoer Bundesligaspieler Sabine Schnabel (geb. Hermsmeier) und Guido Schümann hervor.

## Wirtschaft und Verkehr
Weitläufige Bereiche im nördlichen Gemeindegebiet sind Teil des Landschaftsschutzgebietes Winselmoor/Hörnerau-Niederung. Hierbei handelt es sich, wie auch bei dem angrenzenden  Hohenfelder-/Breitenburgermoor, das auch von Westerhorn aus bewirtschaftet wird, um ein Hochmoor, in dem seit mehreren Jahrzehnten industriell Torf abgebaut wird.
Die Gemeinde hat Bahnanschluss an der Bahnstrecke Hamburg-Altona–Kiel. Die Station ist (abweichend vom Gemeindenamen) nach seiner Ortslage Dauenhof benannt. Dieser zählt zum Tarifgebiet des Hamburger Verkehrsverbundes.
Die Gemeinde liegt im Verlauf der schleswig-holsteinischen Landesstraße 112. Diese besitzt in etwa drei Kilometer Entfernung weiter in westlicher Richtung Anschluss an der Bundesautobahn 23 (Anschlussstelle Hohenfelde (Nr. 12)).

## Bilder

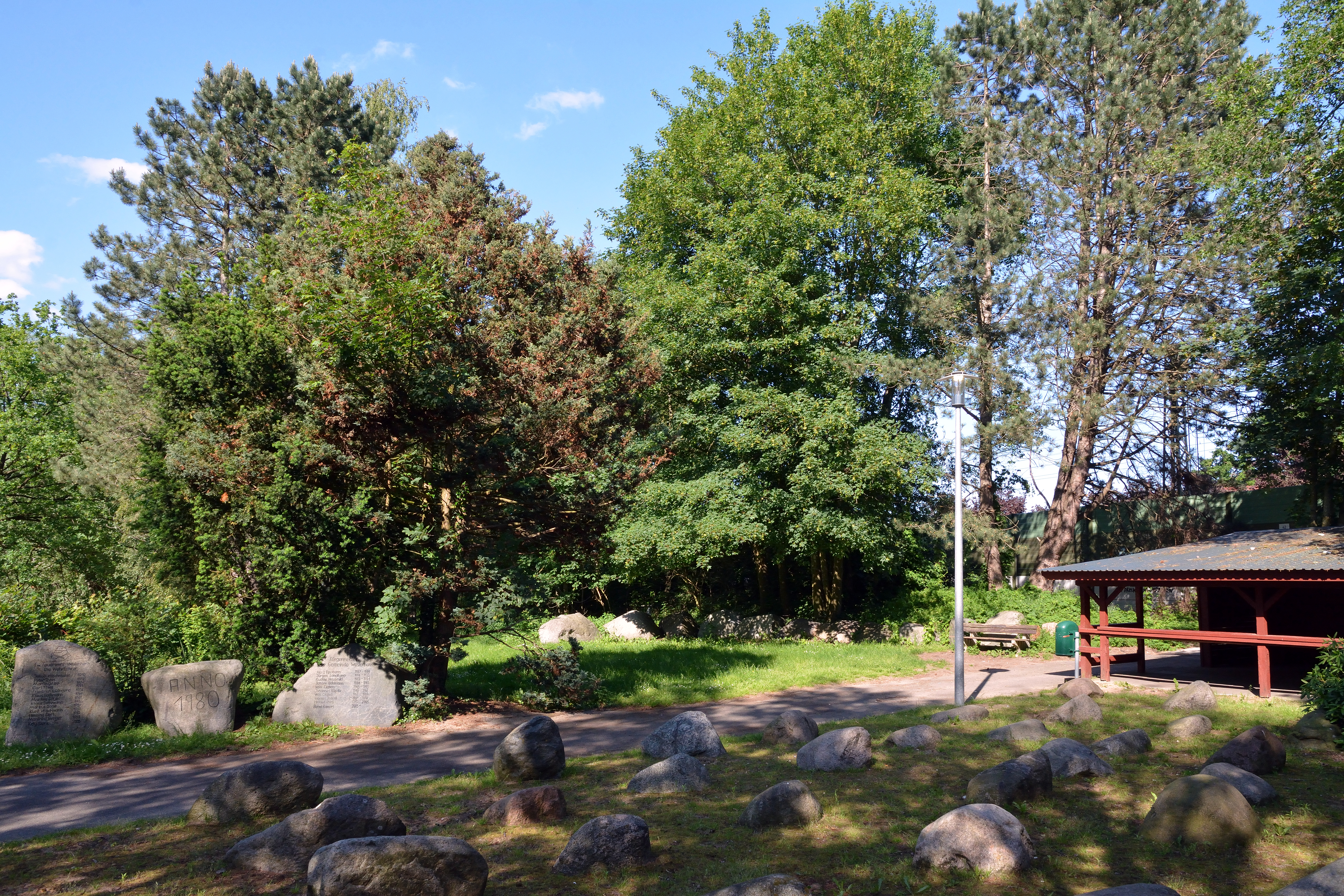
Im „Steingarten“
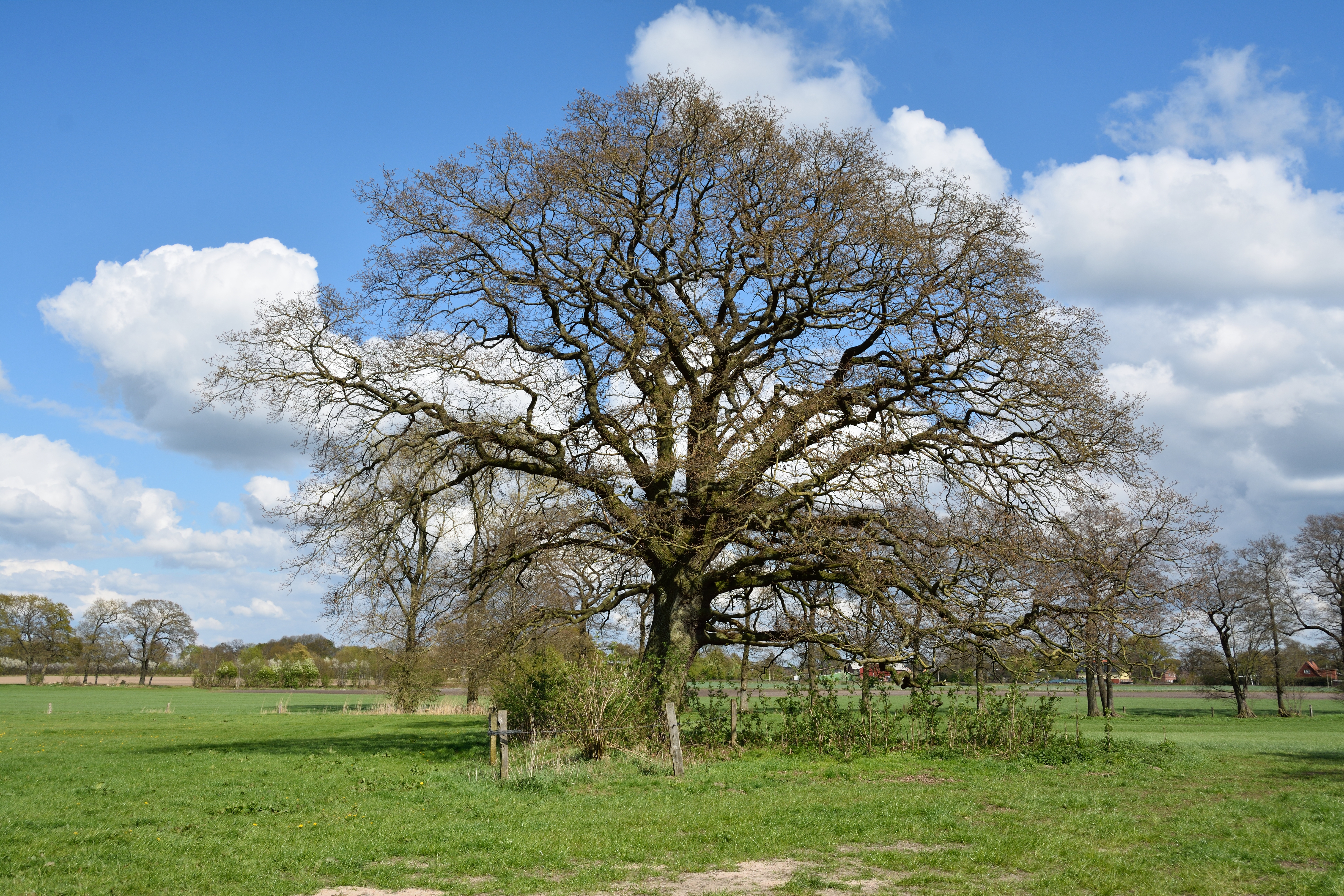
Eiche als Naturdenkmal
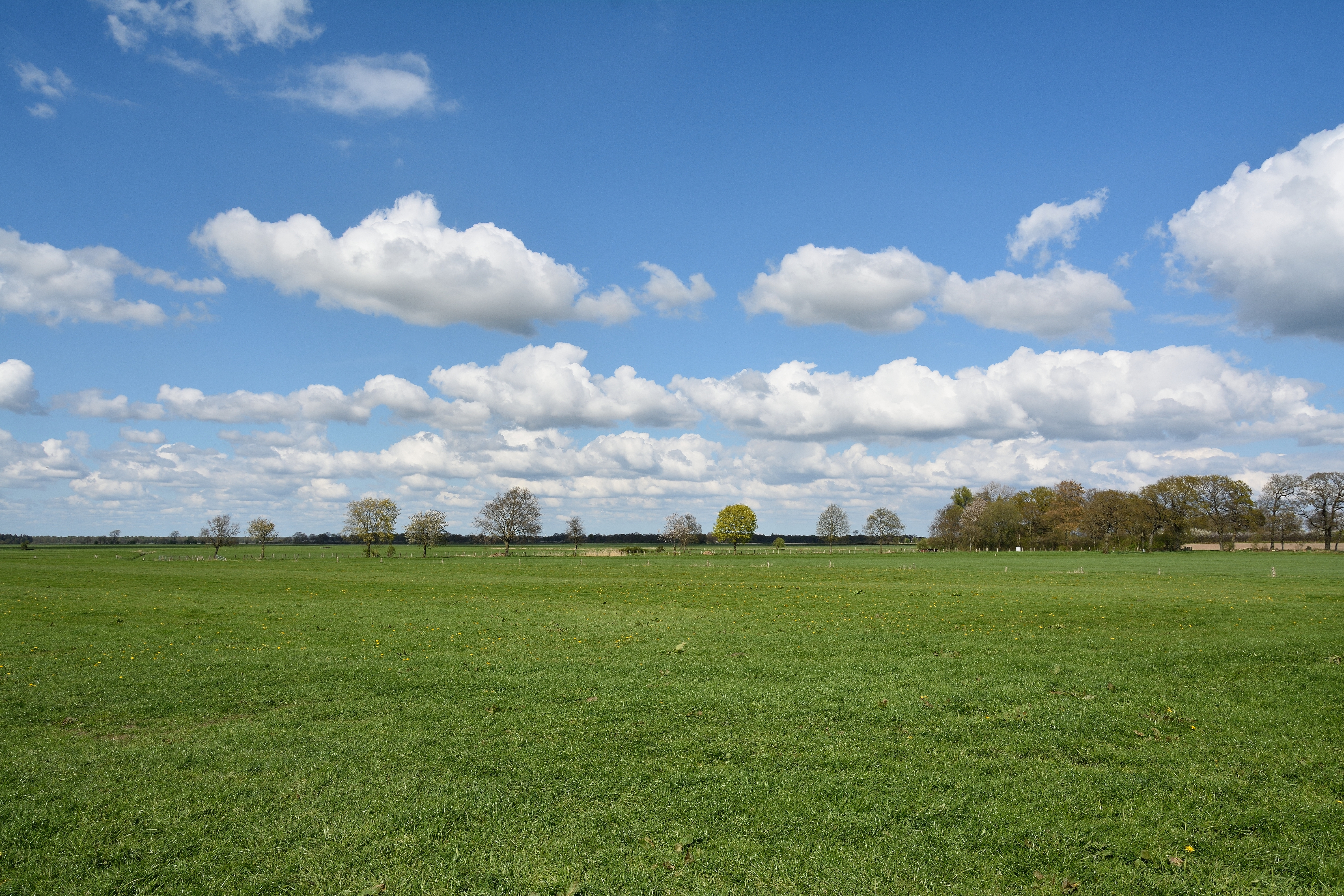
Im Landschaftsschutzgebiet